# Колиснык, Никита Станиславович
Ники́та Станисла́вович Колиснык (укр. Микита Станіславович Колісник; 1999 — 15 января 2023, Бахмут) — украинский военнослужащий, солдат, участник российско-украинской войны. Герой Украины (23 августа 2024, посмертно).

## Биография
В ходе российского вторжения в Украину служил снайпером в составе 3-й бригады оперативного назначения имени полковника Петра Болбочана Национальной гвардии Украины.
В январе 2023 года Никиту Колисныка направили в состав бригады для усиления оборонных рубежей в Бахмуте Донецкой области. В этом направлении неоднократно отличился во время боевых столкновений с противником.
15 января 2023 года в Бахмуте Колиснык в ходе боя получил ранение, несовместимое с жизнью. Погиб в возрасте 23 лет.

## Награды
- Звание «Герой Украины» с вручением ордена «Золотая Звезда» (23 августа 2024, посмертно) — за личное мужество и героизм, проявленные в защите государственного суверенитета и территориальной целостности Украины, верность военной присяге[3].